# Стара чаршија са тргом у Краљеву
Стара чаршија са тргом у Краљеву проглашена је за културно добро, односно просторно културно-историјску целину од 29. јуна 1990. године.

## Положај и изглед
Градске улице које се укрштају под правим углом изграђене су 1832. године по плану Лазара Зубана. Као нов и неочекиван урбанистички елемент овог времена, на пресеку две главне улице формиран је велики кружни трг. Овакав нов елемент је у Србији тада био веома редак. Године 1901. донет је нов регулациони план у ком долази до одвајања две градске целине. На тај начин се одвајају Стара чаршија северно од цркве Свете Тројице и занатско-трговачка чаршија која обухвата мрежу улица и трг. Данашњи центар обухвата само остатак некадашњег занатско-трговачког дела чаршије. Дух и историју чаршије данас осликавају приземне зграде које су некада биле трговачки и угоститељски објекти. Најзначајније међу њима су зграде хотела „Париз” и „Југославија”, породична кућа породице Кнежевић и Задужбина породице Савић. Када је у питању културна историја, велики значај имају прва Општина карановачка и Шах-клуб.
На месту где је некада била „Велика пијаца” и општинска вага, данас се налази кружни трг са спомеником. Градња споменика је отпочела 1931/32. године према нацрту вајара Романа Верховског. Споменик је посвећен страдалима у Балканским и Првом светском рату. Споменик српским ратницима, познат као „Милутин”, неизоставан је део града и доминантно је обележје централне зоне Краљева.

## Галерија
- Враћање споменика, 1982.